# …آماده‌ای؟
«... آماده‌ای؟» (انگلیسی: ...Ready for It?) ترانه‌ای است که توسط خواننده-ترانه‌سرای آمریکایی تیلور سوئیفت برای ششمین آلبوم استودیویی‌اش اعتبار (۲۰۱۷) ضبط شده‌است. این ترانه در ۳ سپتامبر ۲۰۱۷ به عنوان یک تک‌آهنگ تبلیغاتی و در ۲۴ اکتبر به عنوان دومین تک‌آهنگ رسمی آلبوم در رادیو پخش شد. «... آماده‌ای؟» یک ترانه الکتروپاپ، اینداستریال، دابستپ، تراپیکال هاوس و ئی‌دی‌ام همراه با عناصر دنس‌هال و ترپ است. این ترانه با سینث‌سایزر، دراپ بیس سنگین و ماشین درام سوئیفت را به سبک رپخوانی به چشم می‌آورد. از نظر متن، این ترانه حول موضوعی می‌چرخد که سوئیفت با استفاده از تصاویر هالیوود مانند سرقت بانک، عملیات مخفیانه، خون‌بها و زندان او را «قاتل» می‌نامد.
موزیک ویدئو همراه ترانه به کارگردانی جوزف کان، دارای زیبایی‌شناسی تاریک و آیندهنگرانه است و به فرنچایزهای علمی تخیلی مختلفی از جمله ترون و شبح درون پوسته ادای احترام می‌گذارد. پس از انتشار، «... آماده‌ای؟» نظر مثبتی از سوی منتقدان موسیقی دریافت کرد، که از تولید آن به عنوان «سرود» و «خارق‌العاده» ستایش کردند و این قطعه را به عنوان پیشرفتی نسبت به تک‌آهنگ قبلی سوئیفت، «نگاه کن مجبورم کردی چیکار کنم» (۲۰۱۷) ذکر کردند.
از نظر تجاری، «... آماده‌ای؟» در استرالیا، کانادا، یونان، مجارستان، مالزی، نیوزیلند، اسکاتلند و پادشاهی متحده به ده‌تای برتر جدول‌ها رسید. در ایالات متحده، این ترانه در شماره چهار ۱۰۰ تک‌آهنگ داغ بیلبورد قرار گرفت. این اثر با تبدیل‌شدن به چهاردهمین تک‌آهنگ، باعث افزایش رکورد سوئیفت به عنوان هنرمند زن با بیشترین ده‌تای برتر در ۱۰۰ تک‌آهنگ داغ بیلبورد شد. همچنین با فروش ۱۳۵٬۰۰۰ بار دانلود ترانه، در شماره یک جدول فروش ترانه‌های دیجیتال بیلبورد قرار گرفت. ریمیکس بلادپاپ از این ترانه در ۱۰ دسامبر ۲۰۱۷ منتشر شد. «... آماده‌ای؟» به دلیل فروش بیش از ۲ میلیون واحد در ایالات متحده، توسط انجمن صنعت ضبط موسیقی ایالات متحده آمریکا دو گواهی‌نامه پلاتین دریافت کرد. این ترانه همچنین در استرالیا و کانادا دارای دو گواهی‌نامه پلاتین است.